# Damian Jones
Damian William Jones (ur. 30 czerwca 1995 w Baton Rouge) – amerykański koszykarz, występujący na pozycji środkowego, dwukrotny mistrz NBA, od 2023 zawodnik Cleveland Cavaliers.
7 lipca 2019 trafił w wyniku wymiany do Atlanty Hawks.
28 listopada 2020 został zawodnikiem Phoenix Suns. 23 lutego 2021 opuścił klub. 26 lutego zawarł 10-dniową umowę z Los Angeles Lakers. 11 marca podpisał kolejną, identyczną umowę. Po jej wygaśnięciu opuścił klub.
7 kwietnia 2021 zawarł 10-dniową umowę z Sacramento Kings. 17 kwietnia podpisał kolejny, identyczny kontrakt. Dziesięć dni później związał się z Kings do końca sezonu. 1 lipca 2022 został zawodnikiem Los Angeles Lakers. 9 lutego 2023 został wytransferowany do Utah Jazz. 8 lipca 2023 dołączył do Cleveland Cavaliers.

## Osiągnięcia
Stan na 18 września 2023, na podstawie, o ile nie zaznaczono inaczej.

### NCAA
- Uczestnik turnieju NCAA (2016)
- Zaliczony do:
  - I składu:
    - konferencji Southeastern (SEC – 2015, 2016)
    - defensywnego SEC (2015)
    - pierwszoroczniaków SEC (2014)
    - turnieju Barclays Center Classic (2015)
    - Maui Invitational (2016)

  - Winter SEC Academic Honor Roll (2015, 2016)

### G-League
- Powołany do udziału w meczu gwiazd NBA G-League (2018)
- Lider G-League w skuteczności rzutów z gry (2018)

### NBA
- Mistrz NBA (2017, 2018)
- Wicemistrz NBA (2019)